# José Nora
José Nora Barnay (Badalona, 10 agosto 1940 – Tiana, 8 giugno 1993) è stato un cestista spagnolo.

## Carriera
Con la Spagna ha disputato i Giochi olimpici di Roma 1960 e i Campionati europei del 1961.

## Palmarès
- Copa del Rey: 2

Picadero J.C.: 1964, 1968